# Бананова Республіка (аквапарк)
45°9′4″ пн. ш. 33°29′33″ сх. д. / 45.15111° пн. ш. 33.49250° сх. д.
Бананова Республіка Аквапаркос — найбільший кримський аквапарк, розташований в селі Прибережному на березі Каламісткої затоки за 9 кілометрів від Євпаторії і від Сак.
Загальна площа парку 40 000 квадратних метрів. На його території розташовано 8 басейнів і 25 водних атракціонів. Вода в басейнах прісна, без підігріву. Аквапарк може одночасно прийняти до 2,5 тисяч відвідувачів. Аквапарк розрахований на відпочинок як дітей, так і дорослих. На території аквапарку є власний ресторан і кафе.
Для входу на територію аквапарку слід придбати квиток, який діє, доки людина не покине аквапарк. В ціну квитка входить користування атракціонами, басейнами, шезлонгами, навісами, роздягальнями, душами, туалетами.